# Wassili Raz
Wassili Raz (ukrainisch Василь Карлович Рац, russisch Василий Карлович Рац; * 25. März 1961 in Fantschykowo, Oblast Transkarpatien, Ukrainische SSR) ist ein ehemaliger sowjetischer Fußballspieler und Fußballtrainer ungarischer Herkunft.
Wassili Raz begann seine Karriere als Fußballspieler 1979 bei Karpaty Lwiw, seit 1981 spielte er für Dynamo Kiew. Mit dieser Mannschaft gewann der linke Mittelfeldspieler 1985 und 1986 die sowjetische Meisterschaft sowie 1982 und 1987 den sowjetischen Pokal. In der Saison 1985/86 gewann er mit seinem Team auch den Europapokal der Pokalsieger.
Raz wechselte im Frühjahr 1989 zu Espanyol Barcelona und absolvierte elf Spiele für diesen Verein in der spanischen Primera División. Nach dem Abstieg von Espanyol kehrte er allerdings im Sommer desselben Jahres vorerst zu Dynamo Kiew zurück. Im Jahr 1990 wurde er mit Dynamo nochmals sowjetischer Meister und Pokalsieger.
Für die Sowjetische Nationalmannschaft spielte Raz insgesamt 47-mal und erzielte vier Tore. Er nahm an den Weltmeisterschaften 1986 und 1990 teil und erreichte bei der Europameisterschaft 1988 mit dem sowjetischen Team das Finale gegen das siegreiche Team der Niederlande (0:2).
Zu Beginn des Jahres 1991 wechselte Raz nach Ungarn, zu Ferencváros Budapest. Aufgrund eines Schlaganfalles, den er Anfang 1991 erlitt, war er allerdings erst in der Saison 1991/92 wieder einsatzfähig und konnte lediglich 7 Spiele für Ferencvaros bestreiten.
Nach dem Ende seiner aktiven Laufbahn war Raz zunächst als Geschäftsmann tätig. In der Saison 1996/97 gehörte er dem Trainerstab von Ferencvaros Budapest an. Im Herbst 2007 war er kurzzeitig Assistent von József Szabó bei Dynamo Kiew.